# Gavina del Tibet
La gavina del Tibet (Chroicocephalus brunnicephalus) és una gavina, per tant un ocell de la família dels làrids (Laridae) que habita, en estiu, llacs de les muntanyes del Pamir, Tibet, oest i nord de la Xina i Caixmir, mentre en hivern habita zones costaneres o grans rius d'Àsia meridional.